# Fusiturricula armilda
Fusiturricula armilda é uma espécie de gastrópode do gênero Fusiturricula, pertencente a família Drilliidae.